# 高倉直盛
高倉 直盛（たかくら なおもり）は、江戸時代中期の弘前藩士。

## 略歴
弘前藩家老・高倉盛保の嫡男として誕生。元禄16年（1703年）、父・盛保より家督800石を相続し、宝永5年（1708年）、馬廻一番組頭与力預かりとなる。正徳2年（1712年）に手廻四番組頭与力預かり、享保3年（1718年）にお役御免となった。
享保4年（1719年）、死去。